# Hans Schindler (Industrieller)
Hans Schindler (* 22. November 1896 in Zürich, Bürger von Mollis und Zürich; † 13. Oktober 1984 in Gossau ZH) war ein Schweizer Industrieller.

## Leben und Werk
Hans Schindler war das vierte Kind von Dietrich Schindler-Huber. Seine Mutter Anna Barbara Schindler-Huber hatte Peter Emil Huber-Werdmüller als Vater, welcher ein bedeutender Zürcher Industrieller und Mitgründer der Maschinenfabrik Oerlikon (MFO) war. Hans Schindler wuchs in dieser vornehmen Industriellenfamilie auf. Er besuchte die Freie Schule, eine Privatschule in Zürich. Es folgte die Ausbildung am Kantonalen Gymnasium in Zürich von 1909 bis 1915. Dann begann er ein Chemiestudium an der ETH Zürich, welches er 1920 abschloss. Weitere Studienjahre verbrachte an der University of Cambridge am Sidney Sussex College unterbrochen durch ein Jahr am Collège de France in Paris. Daraufhin erwarb er 1923 den Doktortitel in Cambridge. Sein Vater überzeugte ihn, 1925 in die Maschinenfabrik Oerlikon einzutreten, wo sein Vater zu jener Zeit Generaldirektor war. Dort begann er im chemischen Labor und wurde daraufhin Adjunkt des technischen Direktors. Nach dem Rücktritt seines Vaters wurde er 1935 Vorsitzender der Direktion von MFO. Bei seinem Amtsantritt war MFO durch die Weltwirtschaftskrise der 1930er Jahre geschwächt. Anfänglich stützte er sich wegen seiner Unerfahrenheit auf interne und externe Berater. Neben Schindler wurde sein Cousin Rudolf Huber als weiterer Familienvertreter ab 1943 Direktor der Personalabteilung und später Vizepräsident der Direktion der MFO. Schindler führte 1945 eine Schweizer Wirtschaftsdelegation nach China. Bei MFO wurde er Präsident der Direktion und lancierte in dieser Funktion 1951 die Tochterfirma Pacific Oerlikon Company zur Fabrikation ausgewählter Produkte von MFO in Tacoma, Washington, Vereinigte Staaten von Amerika. Diese Initiative scheiterte und führte zu bedeutenden Verlusten. Schindler zog sich aus der Geschäftsleitung zurück. Der Verwaltungsrat von MFO beschloss 1957, die Führung der Firma in die Hände von Rudolf Huber, Werner Lindecker und Franz Luterbacher zu legen.

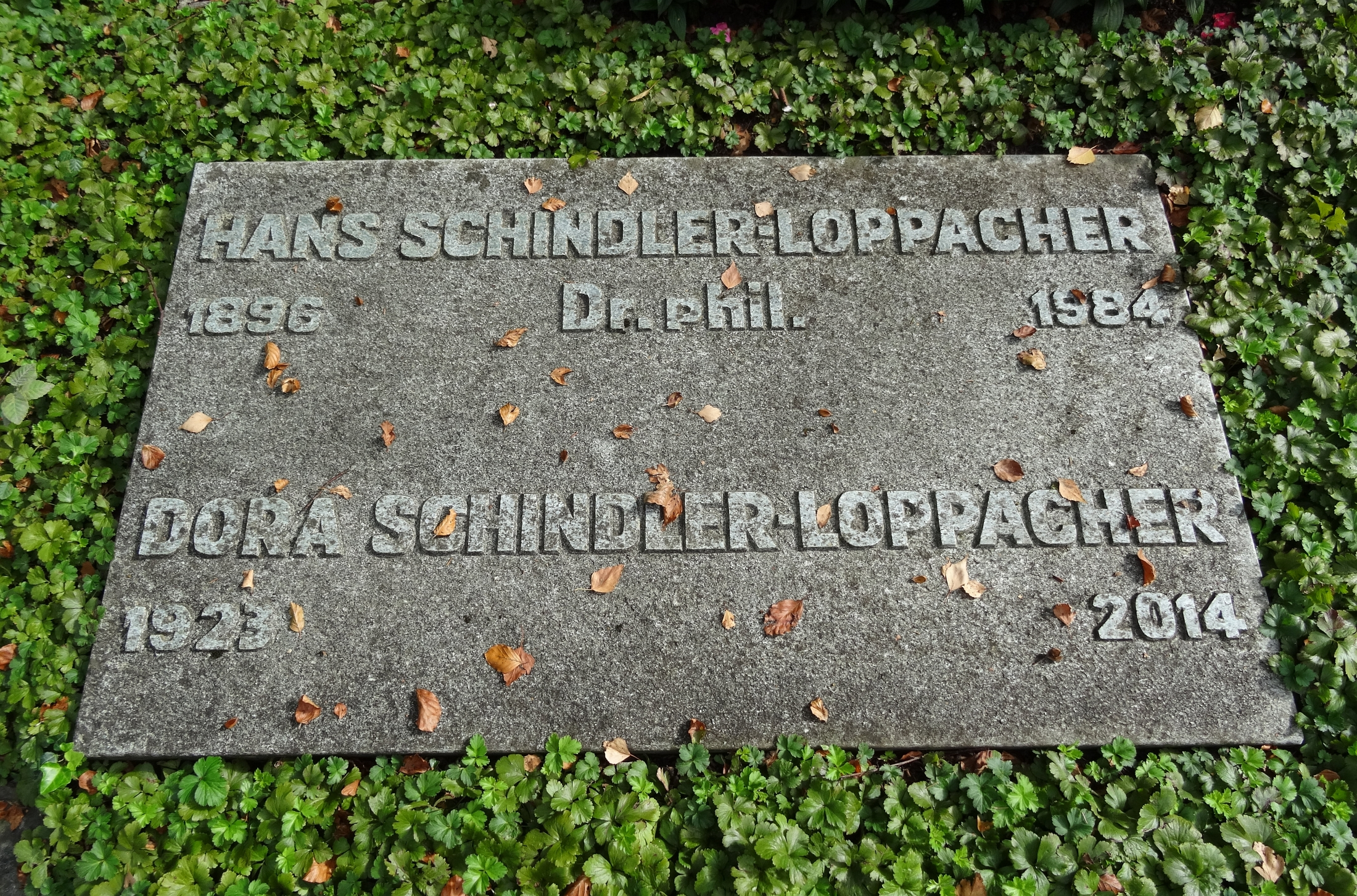
Grab, Friedhof Enzenbühl, Zürich

Nach seinem Rückzug aus der operativen Führung der MFO wurde Hans Schindler 1958 erster Präsident der Schweizerischen Stiftung für technische Entwicklungszusammenarbeit, heute Swisscontact genannt. Er vertrat die Auffassung, dass Entwicklungshilfe einheimische Kräfte darin unterstützen sollte, ihre eigenen Ziele zu erreichen. Bei Erfolg wachse dadurch ihr Selbstvertrauen.
Schindler war zweimal verheiratet und hatte mit seiner ersten Ehefrau Ilda Baumann sechs Kinder. Seine zweite Ehefrau war Dora. geborene Loppacher (1923–2014). Die Familienverhältnisse der damaligen Zeit werden durch einen Nachkommen Schindlers geschildert. Hans Schindler fand seine letzte Ruhestätte auf dem Friedhof Enzenbühl in Zürich.

## Weitere Tätigkeiten
Hans Schindler war Verwaltungsrat von mehreren Schweizer Unternehmen:
- Schweizerische Kreditanstalt, heute Credit Suisse
- Schweizerische Rückversicherungsanstalt, heute Swiss Re
- Rentenanstalt, heute Swiss Life
- Schweizerische Wagons- und Aufzügefabrik AG Schlieren-Zürich
- Escher Wyss AG
- Seidengazefabrik
- Präsident des Verwaltungskomitees der Neue Zürcher Zeitung

Schindler war ebenfalls:
- 1943 bis 1955: Kantonsrat des Kantons Zürich für die Freisinnig-Demokratische Partei der Schweiz, heute FDP Die Liberalen.
- 1952 bis 1964: Präsident des Arbeitgeberverbands schweizerischer Maschinen- und Metallindustrieller (ASM), heute Swissmem

## Veröffentlichungen
- Zum Geleit. In: Karl Eugen Müller, Walter Angst: 75 Jahre Maschinenfabrik Oerlikon (1876–1951): Ein Rückblick, den Geschäftsfreunden und Betriebsangehörigen gewidmet. Ringier & Co, Zofingen 1951, S. 5–8.
- Vom Kampf zur Partnerschaft. In: Hans Schindler, Ernst Wüthrich, Max Holzer, Eugen Hug: Fünfundzwanzig Jahre Friedensabkommen in der schweizerischen Maschinen- und Metallindustrie. (Sonderdruck aus: NZZ. 18. Juli 1962, Nr. 2824/25, S. 3–6)